# نيكولا ميلينكوفيتش (لاعب كرة قدم، مواليد 1968)
نيكولا ميلينكوفيتش هو لاعب كرة قدم من صرب البوسنة في مركز الهجوم، ولد في 19 مارس 1968 في سانسكي موست في البوسنة والهرسك. لعب مع ألفيركا ورادنيتشكي نيش وغراتزر أي كاي ونادي ألميريا ونادي أورينسي ونادي لاردة.

## وصلات خارجية
- نيكولا ميلينكوفيتش على موقع قاعدة بيانات كرة القدم.إي يو (الإنجليزية)
- نيكولا ميلينكوفيتش على موقع عالم كرة القدم.نت (الإنجليزية)